# Konsekvent
Konsekvent, neboli sémantický důsledek, případně i tautologický důsledek (symbol ⊨), je sémantický termín výrokové logiky z matematické logiky. Označuje následek nebo následující člen.

## Definice
Formule K je konsekventem (sémantickým důsledkem) formule S právě tehdy, když je pravdivá ve všech ohodnoceních, kdy je pravdivá formule S.
Tautologie je pak konsekventem každé množiny formulí, tzn. jediné, co nás na K zajímá, je, zda je pravdivá, když je pravdivá S.